# Kepler-22
Désignations
Kepler-22 est une étoile de la séquence principale et de type spectral G5, semblable au Soleil mais de métallicité moitié moindre, située à environ ∼ 638 a.l. (∼ 196 pc) du Système solaire dans la constellation du Cygne.
Un système planétaire a été détecté par la méthode des transits autour de cette naine jaune à l'aide du télescope spatial Kepler, en l'occurrence une exoplanète — appelée Kepler-22 b — deux fois et demie plus large et 14 fois plus volumineuse que la Terre mais de masse inconnue ayant la particularité d'orbiter dans la zone habitable de l'étoile.